# Alphard
Alphard (aus dem arabischen الفرد al-fard „der Alleinstehende“) ist die Bezeichnung des Sterns α Hydrae (Alpha Hydrae), des hellsten Sternes des Sternbildes Wasserschlange. Der Stern wird auch als „Cor Hydrae“ im Sinne von „Drachenherz“ bezeichnet. Alphard hat eine scheinbare Helligkeit von +1,98 mag und befindet sich in einer Entfernung von 180 Lichtjahren. Alphard ist ein orangeroter Riesenstern des Spektraltyps K3 mit einer absoluten Helligkeit von −1,8 mag. Alphard besitzt ca. die 400-fache Leuchtkraft unserer Sonne. Seine Oberflächentemperatur beträgt 4000 Kelvin. Er gehört mit einem Durchmesser, der den der Sonne um das 40,8-fache übersteigt, zu den Orangeroten Riesensternen und damit zu den hellen Riesen. Alphard hat einen optischen Begleiter (optischer Doppelstern) im Abstand von 281" bei 153°, ein blauer Stern 10. Größenklasse, ohne physischen Bezug. 